# ملعب بي سي بليس
بي سي بليس (بالإنجليزية: BC Place) هو ملعب كرة قدم متعدد الأغراض يقع في الجزء الشمالي من فالس كريك، فانكوفر، كولومبيا البريطانية، كندا. ويُعتبر الملعب الرسمي لنادي الأسود في الدوري الكندي لكرة القدم ونادي فانكوفر وايتكابس في الدوري الأمريكي لكرة القدم. كما كان الملعب بمثابة الاستاد الرئيسي لدورة الألعاب الأولمبية الشتوية 2010 والألعاب البارالمبية الشتوية 2010 التي استضافتها فانكوفر، كما استضاف مباريات متعددة بما في ذلك مباراة بطولة كأس العالم للسيدات 2015. يتسع الملعب لـ54500 متفرج. تم افتتاحه في 19 يونيو 1983، وتم تجديده في 2009.

## وصلات خارجية
- الموقع الرسمي